# Stefano Sandrone
Stefano Sandrone (1988) é um neurocientista italiano e um Teaching Fellow no Imperial College London.

## Vida e obras
Stefano Sandrone nasceu em Canelli, Itália, em 1 de fevereiro de 1988, e obteve um Ph.D. em Neurociência no King's College de Londres, Reino Unido, onde começou sua carreira como Teaching Fellow.
Em 2014, ele foi selecionado como um jovem cientista para o 64º Lindau Nobel Laureate Meeting em fisiologia ou medicina, que contou com a presença de 37 Prêmios Nobel, e apareceu em   Wired  lista da revista dos 'italianos mais promissores abaixo de 35'.
Em 2015 ele co-autor do livro intitulado Brain Renaissance, e, por isso, ganhou o Prêmio bienal de livro excepcional na história das neurociências apresentado pela Sociedade Internacional para a História das Neurociências. Ele também apareceu como um contribuinte para a 41ª edição do  Gray's Anatomy .
Em 2016, Sandrone recebeu o Prêmio H. Richard Tyler, apresentado pela Academia Americana de Neurologia, e no ano seguinte ele foi eleito Vice-Presidente da Seção História da Neurologia dentro da mesma Academia, tornando-se assim o vice-presidente mais jovem da Academia Americana de Neurologia. Em 2017, ele também foi reconhecido como um Fellow da Higher Education Academy.
Os trabalhos de Sandrone incluem a redescoberta do manuscrito da primeira experiência neuroimagiologia funcional,  que foi apresentado em várias revistas e jornais.